# Cuddalore
Cuddalore är en stad i den indiska delstaten Tamil Nadu och är centralort i ett distrikt med samma namn. Folkmängden uppgick till 173 636 invånare vid folkräkningen 2011.
Cuddalore ligger vid ett aestuarium som är bildat genom förening av floderna Kedilam och Paravanar och som faller ut i Bengaliska viken. Viktiga näringar är socker, oljefrön och indigo.